# Diomedes (syn Aresa)
Diomedes (gr. Διομήδης Diomḗdēs, łac. Diomedes) – w mitologii greckiej król trackich Bistonów.
Uchodził za syna Aresa i Pyrene (lub Kyrene). Posiadał konie (lub klacze), które żywił ludzkim mięsem. Zdobycie koni Diomedesa było ósmą pracą Heraklesa, wyznaczoną przez Eurysteusza. W czasie pościgu za Heraklesem Diomedes został przez herosa ogłuszony i rzucony koniom na pożarcie.